# Notophthiracarus tsitsikamaensis
Notophthiracarus tsitsikamaensis är en kvalsterart som beskrevs av Wojciech Niedbała 2006. Notophthiracarus tsitsikamaensis ingår i släktet Notophthiracarus och familjen Phthiracaridae. Inga underarter finns listade i Catalogue of Life.